# Sugar!!
『Sugar!!』（シュガー）は、日本のバンド・フジファブリックの通算11枚目のシングル。

## 解説
- J SPORTS「2009 ワールド・ベースボール・クラシック（WBC）」中継および「J SPORTS STADIUM2010」テーマソングとして起用された。
- カップリングである「ルーティーン」は日本ではなく、ストックホルムで収録された楽曲の一つである。
- 10,000枚完全生産限定。シングル自体にDVDが付いており、2008年5月31日に山梨県富士五湖文化センターで収録された「TEENAGER FANCLUB TOUR」の追加公演の映像が入っている。この公演の映像は志村の逝去後に発売された「FAB BOX」のLIVE映像集に一部[1]が収録されたのち、メジャーデビュー10周年を迎えた2014年4月に「Live at 富士五湖文化センター」のタイトルで完全版がDVDリリースされた。
- 本作以降、ボーカル・志村正彦の急死とフルアルバム3枚・ベストアルバム1枚のリリースを挟んで、2012年の『徒然モノクローム／流線形』まで3年に渡りシングルリリースが途切れる事となる。

## 収録曲

### 楽曲解説
1. Sugar!!
  - J SPORTS「2009 ワールド・ベースボール・クラシック（WBC）」中継・「J SPORTS STADIUM 2010」テーマソング
  - PVには山口尚美が出演。
2. ルーティーン

### 収録内容
| 全作詞・作曲: 志村正彦、全編曲: 志村正彦、プロデュース: フジファブリック・亀田誠治。 |                  |          |            |      |
| #                                                                                    | タイトル         | 作詞     | 作曲・編曲 | 時間 |
| 1.                                                                                   | 「Sugar!!」      | 志村正彦 | 志村正彦   | 4:14 |
| 2.                                                                                   | 「ルーティーン」 | 志村正彦 | 志村正彦   | 3:41 |

| #  | タイトル                     | 作詞 | 作曲・編曲 |
| -- | ---------------------------- | ---- | ---------- |
| 1. | 「大地讃頌 (Opening)」(live) |      |            |
| 2. | 「ペダル」(live)             |      |            |
| 3. | 「TEENAGER」(live)           |      |            |
| 4. | 「茜色の夕日」(live)         |      |            |